# Giacomo Cirulli
Giacomo Cirulli (* 25. září 1952 Cerignola) je italský římskokatolický duchovní a biskup.

## Život
Narodil se 25. září 1952 v Cerignole.
Studoval medicínu na Neapolské univerzitě. Vstoupil do kněžského semináře Almo collegio Capranica v Římě a teologické vzdělávání získal na Papežské univerzitě Gregoriana. Dne 7. prosince 1982 byl biskupem Mariem Di Lieto vysvěcen na kněze a inkardinován do diecéze Cerignola. O dva roky později získal na Papežském biblickém institutu licenciát z biblistiky.
Od roku 1988 byl ředitelem diecézní charity. Spolupracoval s albánskou arcidiecézí Tirana-Drač, kde zakládal sociální projekty, včetně výstavby kostela zasvěceného svatému Antonínu Paduánskému, vystupoval v obraně utrpení tamních obyvatel a později získal čestné občanství. Roku 1996 byl jmenován rektorem kněžského semináře a biskupským vikářem pro službu a formaci kléru. Sloužil ve farnosti Panny Marie Bolestné v Orta Nova. V rámci diecéze zastavál též funkci okrskového vikáře a exorcisty.
V letech 1992–2011 přednášel biblistiku na Papežské teologické fakultě Apulie v Molfettě. Roku 2012 byl ustanoven biskupským vikářem pro kulturu, prvním koordinátorem exorcistů Apulie a roku 2015 generálním vikářem.
Dne 14. září 2017 jej papež František jmenoval biskupem Teano-Calvi. Biskupské svěcení přijal 7. prosince z rukou biskupa Luigiho Renny a spolusvětiteli byli biskup Nunzio Galantino a Felice di Molfetta.
Dne 26. února 2021 bylo papežem rozhodnuto o sjednocení diecéze Teano-Calvi a diecéze Alife-Caiazzo pod úřad jednoho biskupa tzn. in persona episcopi, tím se stal biskupem obou diecézí. Dne 23. února 2023 byla k diecézím připojena také diecéze Sessa Aurunca.